# Abhandlungen aus dem Mathematischen Seminar der Universität Hamburg
Abhandlungen aus dem Mathematischen Seminar der Universität Hamburg est une  revue mathématique à évaluation par les pairs créée en 1922 et qui publie des articles de mathématiques pures. Depuis 2000, elle est publiée par Springer Science+Business Media  ; auparavant, elle était publiée par les éditions Vandenhoeck & Ruprecht.. 

## Description
Le premier numéro des Abhandlungen aus dem Mathematischen Seminar der Universität Hamburg a été publié en 1921. Depuis lors, la revue a fourni un forum pour d'importantes contributions à la recherche en mathématiques. Elle publie des articles  en  algèbre, analyse et la géométrie complexes,  géométrie différentielle,  analyse globale, théorie des graphes, mathématiques discrètes, théorie de Lie, théorie des nombres et topologie algébrique.
Le journal publie 1 volume annuel composé de 2 numéros semestriels.
Le journal est indexé, et les articles sont résumés, par Mathematical Reviews et Zentralblatt MATH. En 2019, le  facteur d'impact est 0.471 sur le site de la revue.

## Historique
Pendant la Deuxième guerre mondiale, jusqu'en 1943, le journal s'appelait « Abhandlungen aus dem Mathematischen Seminar der Hansischen Universität ». La revue a publié près de deux mille articles depuis 1922.
Parmi les auteurs, il y a Emil Artin, Erich Hecke, Wilhelm Blaschke, Kurt Reidemeister, Otto Schreier, Helmut Hasse, David Hilbert, Bartel Leendert van der Waerden, Heinrich Behnke, Hans Rademacher ou Erich Kähler et aussi Ernst Witt, Jacques Herbrand, Claude Chevalley, Hans Petersson. Parmi les auteurs les plus prolifiques, il y a Kurt Reidemeister (26), Emil Artin (16), Rudolf Halin (12), Hans Petersson (11), Erich Hecke (9), Hans Rademacher (8).
Le premier numéro contient notamment :
- Alexander Ostrowski, « Bemerkungen zur Theorie der Diophantischen Approximationen », Abh. Math. Semin. Univ. Hambg., vol. 1, no 1,‎ 1922, p. 77–98 (MR 3069389).
- Kurt Reidemeister, « Über die Relativklassenzahl gewisser relativquadratischer Zahlkörper », Abh. Math. Semin. Univ. Hambg., vol. 1, no 1,‎ 1922, p. 27–48 (MR 3069386).
- G. H. Hardy et John Edensor Littlewood, « Some problems of Diophantine approximation: The lattice-points of a right-angled triangle. (Second memoir.) », Abh. Math. Semin. Univ. Hambg., vol. 1, no 1,‎ 1922, p. 211–248 (MR 3069402).
- David Hilbert, « Neubegründung der Mathematik. Erste Mitteilung », Abh. Math. Semin. Univ. Hambg., vol. 1, no 1,‎ 1922, p. 157–177 (MR 3069397).

D'autres articles cités sont :
- Lothar Collatz et Ulrich Sinogowitz, « Spektren endlicher Grafen », Abh. Math. Semin. Univ. Hambg., vol. 21, no 1,‎ 1957, p. 63–77.
- Alfréd Haar, « Zur Variationsrechnung », Abh. Math. Semin. Univ. Hambg., vol. 8, no 1,‎ 1931/1932, p. 1-27 (lire en ligne).
- Gabriel Andrew Dirac, « On rigid circuit graphs », Abh. Math. Semin. Univ. Hambg., vol. 25,‎ 1961, p. 71-76 (DOI 10.1007/BF02992776, MR 0130190).
- Hans Zassenhaus, « Zum Satz von Jordan-Hölder-Schreier », Abh. Math. Semin. Univ. Hambg., vol. 10, no 1,‎ 1934, p. 187-220 (DOI 10.1007/BF02940667).
- Humio Ichimura et Shoichi Nakajima, « On the 2-part of the ideal class group of the cyclotomic Z p -extension over the rationals », Abh. Math. Semin. Univ. Hambg., vol. 80,‎ 2010, p. 175–182 (DOI 10.1007/s12188-010-0036-x, lire en ligne)
- Gustav Lochs, « Vergleich der Genauigkeit von Dezimalbruch und Kettenbruch », Abh. Math. Semin. Univ. Hambg., vol. 27,‎ 1964, p. 142-144 (DOI 10.1007/BF02993063).
- Emil Artin, « Über eine neue Art von L-Reihen », Abh. Math. Semin. Univ. Hambg., vol. 3,‎ 1924, p. 89-108.